# 一辺倒
| ウィキペディアには「一辺倒」という見出しの百科事典記事はありません（タイトルに「一辺倒」を含むページの一覧/「一辺倒」で始まるページの一覧）。 代わりにウィクショナリーのページ「一辺倒」が役に立つかもしれません。 |

ある一方だけに傾倒すること。